# Plounéour-Brignogan-Plages
Plounéour-Brignogan-Plages es una comuna nueva francesa situada en el departamento de Finisterre, de la región de Bretaña.

## Historia
Fue creada el 1 de enero de 2017, en aplicación de una resolución del prefecto de Finisterre de 29 de junio de 2016 con la unión de las comunas de Brignogan-Plages y Plounéour-Trez, pasando a estar el ayuntamiento en la antigua comuna de Brignogan-Plages.

## Demografía
| Gráfica de evolución demográfica de Plounéour-Brignogan-Plages entre 1800 y 2013 |
|                                                                                  |

Los datos entre 1800 y 2013 son el resultado de sumar los parciales de las dos comunas que forman la nueva comuna de Plounéour-Brignogan-Plages, cuyos datos se han cogido de 1800 a 1999, para las comunas de Brignogan-Plages y Plounéour-Trez de la página francesa EHESS/Cassini. Los demás datos se han cogido de la página del INSEE.

## Composición
| Comuna delegada  | Código INSEE | Población (2013) | Superficie (km²) | Densidad (hab./km²) |
| ---------------- | ------------ | ---------------- | ---------------- | ------------------- |
| Brignogan-Plages | 29021        | 740              | 3.60             | 206                 |
| Plounéour-Trez   | 29203        | 1249             | 10.68            | 117                 |